# Pęczerzyno
Pęczerzyno [pɛnt͡ʂɛˈʐɨnɔ] (trước đây là Panzerin của Đức) là một ngôi làng thuộc khu hành chính của Gmina Brzeżno, thuộc quận Świdwin, West Pomeranian Voivodeship, ở phía tây bắc Ba Lan. Nó nằm khoảng 12 km (7 mi) về phía nam của Świdwin và 82 km (51 mi) về phía đông của thủ đô khu vực Szczecin.
Trước năm 1945, khu vực này là một phần của Đức. Đối với lịch sử của khu vực, xem Lịch sử của Pomerania.